# Манчкинство
Манчкинство (иногда манчкинизм или манчкиния) — использование внутриигровых правил или ресурсов в ролевой или компьютерной игре не предусмотренным создателями игры образом ради получения явной выгоды. Слово произошло от англ. munchkin (народ в сказках Фрэнка Баума о Стране Оз, в русскоязычной адаптации Александра Волкова «Изумрудный город» известный как «жевуны»).

## О манчкинах
Манчкины хорошо знают правила игры, но иногда специально «забывают» и игнорируют моменты правил, неудобные для них. Они любят играть мощными персонажами, потому что таким образом легче достичь желаемого. Манчкин будет настаивать на использовании правил и пренебрежении здравым смыслом, если это ему выгодно, но способен поменять точку зрения на противоположную, если это поможет ему получить нестандартную или лишнюю «плюшку».
Манчкины не занимаются отыгрышем роли и игнорируют внутреннюю логику игрового мира, всегда глядя на своего персонажа со стороны, как при игре в шахматы.

## В настольных играх

«Манчкин» — игра, построенная на принципах манчкинизма.

В настольных играх манчкинизм проявляется в неигровых действиях, имеющих цель улучшить параметры персонажа. Манчкин может пытаться убедить мастера, что ему дают слишком мало очков опыта или что его персонаж должен иметь какие-то способности, которых не имеют другие и т. п. Иногда манчкин способен на прямое жульничество и игнорирование правил.
Также существует одноимённая настольная игра, полностью построенная на принципах манчкинизма.

## В ролевых играх живого действия
В ролевых играх живого действия манчкинизм чаще проявляется как игнорирование внутренней логики мира и действие сугубо в рамках правил. Зачастую идёт намеренный поиск «дыр» в правилах, с помощью которых можно быстрее и эффективнее достичь нужных целей.
Часто манчкинами называют также ролевиков, которые приезжают на ролевые игры большими командами и, опять же, нарушая логику мира и сюжетные линии, занимаются «зачистками» персонажей.
Остальные участники игры при этом обычно играют не ради выигрыша, а ради процесса, поэтому манчкинов, как правило, не любят, а иногда и само слово «манчкин» в среде ролевиков может использоваться как оскорбление.

## В компьютерных играх
Прикол состоит в том, что на самом деле все, абсолютно все компьютерные РПГ являются явным или прикрытым манчкинизмом. Кто стал бы играть в РПГ, где нет развития персонажа? Никто. Да и я бы не стал. И сколько бы умудренные авторитеты ни верещали про ламеров-манчкинов, сами они не отличаются от них ни на байт.

...

«Чтобы развить навык бега, достаточно постоянно бегать, и все! Это же манчкинизм!» Правильно. Но честный. Такой же, как утренняя зарядка, тренажерный зал или спортивная секция. Думаете, Бубка прыгает с шестом, чтобы в случае опасности речку перемахнуть? Вот именно, то, чем он занимается, есть форменный манчкинизм.Журнал «Хакер»